# Casilda de Silva
Casilda de Silva, marchesa di Santa Cruz, (in spagnolo: Casilda de Silva y Fernández de Henestrosa) (Madrid, 3 aprile 1914 – Madrid, 5 gennaio 2008), è stata una nobildonna spagnola.

## Biografia
Era la figlia di Mariano de Silva-Bazán, e di sua moglie, Casilda Fernández de Henestrosa.

## Matrimonio
Sposò, il 26 dicembre 1942, José de Fernández-Villaverde, ambasciatore spagnolo a Londra. Ebbero quattro figli:
- Álvaro Fernández-Villaverde (1943)
- Casilda de Fernández-Villaverde (1945)
- José Carlos de Fernández-Villaverde (1945)
- Rafael de Fernández-Villaverde (1949)

Nel 1944 suo padre passò a suo fratello Álvaro il titolo di Marchese del Viso e Marchese de Villasor, ma morì pochi mesi dopo e i suoi titoli passarono a lei, in quanto il padre non aveva eredi maschi, diventando erede della Casa de Fernández de Henestrosa.
Nel 1945 morì il padre e Casilda ereditò tutti i titoli. Nel 1951 morì la nonna e gli successe al ducato di San Carlos.
Quando il figlio Álvaro divenne maggiorenne, Casilda gli concesse il titolo di Marchese del Viso.
L'11 settembre 1951 ereditò dalla bisnonna il titolo di Contessa di Carvajal. Nel 1987 alla morte della madre ereditò il titolo di Duchessa di San Mauro.

## Morte
Morì il 5 gennaio 2008 a Madrid.